# Edward Hennig
Edward August Hennig (13 de octubre de 1879 - 28 de agosto de 1960) fue un gimnasta estadounidense que compitió en los Juegos Olímpicos de San Luis 1904.
Él murió en el condado de Summit, Ohio.
Hennig ganó dos medallas de oro. En el caso de las barras horizontales que él y su compatriota Anton Heida tenían la misma puntuación y la medalla de oro fue compartida entre ellos.
También compitió en el evento de caballete con arcos sin ganar una medalla. En el caso del evento All-Around terminó 50 º, en la competición por equipos, fue miembro del Vorwärts Turnverein (Cleveland), que terminó 13 º. En el triatlón gimnasia terminó 59 y en el triatlón atletismo terminó 36 º.